# Guy Mazeline
Guy Mazeline fou un escriptor francès, nascut el 12 d'abril de 1900 a L'Havre i mort el 25 de maig de 1996, amb 96 anys, en Boulogne-Billancourt, a l'Illa de França. Va guanyar el premi Goncourt el 1932 amb la novel·la Les loups (Els llops), el mateix any que va quedar finalista Louis Ferdinand Céline amb Viatge al fons de la nit. La controvèrsia creada pel lliurament d'aquest premi a una novel·la que no va trigar a caure en l'oblit li va donar encara més rellevància a Céline.

## Obra
- Piège du démon, 1927
- Porte close, 1928
- Un royaume près de la mer, 1931
- Les Loups, Gallimard, 1932 (Premi Goncourt)
- Le Capitaine Durban, 1934
- Le Délire, 1935
- Les Îles du matin, 1936
- Bêtafeu, 1937
- Le Panier flottant, 1938
- Scènes de la vie hitlérienne, 1938
- Pied d'alouette, 1941
- La Femme donnée en gages, 1943
- Tony l'accordeur, 1943
- Un dernier coup de griffe, 1944
- Le Souffle de l'été, 1946
- Valfort, 1951
- Chrétienne compagnie, 1958
- Un amour d'Italie, 1967